# أندرو ويد
أندرو ويد (بالإنجليزية: Andrew Wade)‏ هو موسيقي ومهندس الصوت وملحن ومنتج أسطوانات ومهندس أمريكي، ولد في 4 أغسطس 1984 في أوكالا في الولايات المتحدة.

## وصلات خارجية
- أندرو ويد على موقع ميوزك برينز (الإنجليزية)
- أندرو ويد على موقع أول ميوزيك (الإنجليزية)